# Straža Krapinska
Straža Krapinska est un village de la municipalité de Krapina (comitat de Krapina-Zagorje) en Croatie. Au recensement de 2011, le village comptait 42 habitants.